# Carlos Tejas
Carlos Rodrigo Tejas Pastén (* 4. Oktober 1971 in Iquique) ist ein ehemaliger chilenischer Fußballtorwart. Er wurde mit dem CD Cobreloa zweimal chilenischer Meister. Für die Nationalmannschaft spielte Tejas nie, nahm aber an der Fußball-Weltmeisterschaft 1998 in Frankreich als dritter Torwart teil.

## Karriere

### Verein
Carlos Tejas spielte in der Jugend von Coquimbo Unido und Deportes Iquique. Bei Coquimbo debütierte er im Profifußball 1995 und spielte bei verschiedenen chilenischen Klubs. 2003 gewann er mit dem CD Cobreloa sowohl die Apertura als auch Clausura.
1999 hatte Tejas einen Autounfall, bei dem eine Person starb und eine weitere schwer verletzt wurde. 2002 verletzte Tejas im Spiel gegen Deportes La Serena Gegenspieler Nicolás Saucedo so schwer, dass dieser mit 16 Stichen genäht werden musste.

### Nationalmannschaft
Bei der Copa América 1997 in Bolivien und bei der Fußball-Weltmeisterschaft 1998 in Frankreich war Carlos Tejas Ersatztorwart und kam hinter Nelson Cossio bzw. Nelson Tapia nicht zum Einsatz. Im Februar 1998 spielte Tejas für die B-Nationalmannschaft Chiles beim 2:1-Erfolg über England.

## Erfolge
Santiago Morning
- Tercera División: 1996

Cobreloa
- Chilenischer Meister: 2003-A, 2003-C

## Sonstiges
Carlos Tejas ist der Vater der Fußballspielerin Carla Tejas, die für die U-17-Nationalmannschaft Chiles spielte.